# Каминг (Ајова)
Каминг (енгл. Cumming) град је у америчкој савезној држави Ајова. По попису становништва из 2010. у њему је живело 351 становника.

## Демографија
Према попису становништва из 2010. у граду је живело 351 становника, што је 189 (116.7%) становника више него 2000. године.
| Група             | 2000.        | 2010.       |
| Белци             | 162 (100.0%) | 340 (96,9%) |
| Афроамериканци    | 0 (0,0%)     | 3 (0,9%)    |
| Азијати           | 0 (0,0%)     | 2 (0,6%)    |
| Хиспаноамериканци | 0 (0,0%)     | 4 (1,1%)    |
| Укупно            | 162          | 351         |